# Hinazolin
Hinazolin je jedinjenje koja se sastoji od dva kondenzovana šestočlana jednostavna aromatična prstena, benzena i pirimidina. Njegova hemijska formula je . Hinazolin je žuta kristalan materija. Derivati hinazolina se često nazivaju hinazolinskim jedinjenjima.
U medicinskoj hemiji on se koristi u raznim oblastima, a posebno kao antimalarijski agens i kao tretman za kancer. Jedan primer jedinjenja koje sadrži hinazolinsku strukturu je doksazosin mesilat.
On je strukturni izomer sa hinoksalinom, ftalazinom i cinolinom.